# تپه گورستان میلاجرد
تپه قبرستان میلاجرد در شهرستان همدان، بخش شراء، روستای میلاجرد واقع شده و این اثر در تاریخ ۱۱ شهریور ۱۳۸۲ با شمارهٔ ثبت ۹۸۶۵ به‌عنوان یکی از آثار ملی ایران به ثبت رسیده است.